# Josef Bonatzi
Josef Bonatzi (eller Bonatsy) var en bøhmisk skomager, som kom gående til Skagen og her bosatte sig i Stine og Per Bollerhus' bolig i Østerby. Her levede han med sine høns og store mængder af lus. 
Bonatzis lyrehus (hus uden skorsten, men med røghul), der var tækket med lyng, tørv, sække og andet forhåndenværende materiale, blev en attraktion for turister. Efter åbningen af Frederikshavn-Skagen-banen i 1890 tog Bonatzi tit opstilling blandt hotelkarlene på perronen iført en skyggeløs trådhat, hvor på der sad en seddel med inskriptionen: Til Bonatzis hytte. 
Kunstnerne brugte ham som model, hvilket i dag kan ses i Skagens Kunstmuseers samling, og bl.a. Holger Drachmann besøgte ham ofte i den lave stue, hvor stanken af fisk og årgammelt snavs var intens.
Hans død blev bekendtgjort over det ganske land af Ritzaus Bureau.

Efter Bonatzis død blev hans hus brændt af som Sankthans-bål (23. juni 1913 - 500 års Købstads jubilæum) - Hytten lå cirka der hvor Admiralgården blev opført i 1915 - Østre Strandvej 51. 